# David Weddle
David Weddle est un scénariste de télévision américain essentiellement connu pour son travail sur les séries télévisées Star Trek : Deep Space Nine puis Battlestar Galactica. Sur ces deux séries, il a travaillé exclusivement en duo avec Bradley Thompson.

## Filmographie (en tant que scénariste)
- 1996-1999 : Star Trek : Deep Space Nine (série télévisée) (12 épisodes)
- 2004-... : Battlestar Galactica (série télévisée) (11 épisodes)
- 2006-... : Battlestar Galactica: The Resistance (webisodes)
- 2012-2013 : Falling Skies (série télévisée)